# 中山川水库
中山川水库是中国陕西省延安市子长县境内的一座水库，位于秀延河上，建于1976年。水库正常库容为3000万立方米，集雨面积为143平方千米，海拔为140米。